# 安德鲁·马维尔
安德鲁·马维尔（英語：Andrew Marvell，1621年3月31日—1678年8月16日），英国形而上诗人、讽刺作家、政治家，1659至1678年多次入选英国下院。英格兰联邦时期，是约翰·米尔顿的同事和朋友。

## 作品
马维尔创作不少政治讽刺诗和小品文，抨击政府的腐败和宗教迫害。同时，他以诗歌来阅读并解说“大自然的神秘书籍”。在《致他的娇羞的女友》一诗中，马维尔将激情和理智并置，用优美的语言表现“及时行乐”。《花园》诗文音韵优美，意在将田园诗的风格和玄学诗（Metaphysical Poetry）的特点融合在一起。

## 相关
- 安德鲁·马维尔作品列表（英语：List of works by Andrew Marvell）
- 马维尔学院（英语：he Marvell College），以安德鲁·马维尔命名的学校。
- 安德鲁·马维尔号（英语：Andrew Marvel (1812 ship)），一艘英国商船。